# Tipula (Microtipula) multimoda
Tipula (Microtipula) multimoda is een tweevleugelige uit de familie langpootmuggen (Tipulidae). De soort komt voor in het Neotropisch gebied.